# 卡魯日河
46°39′6″N 6°47′32″E / 46.65167°N 6.79222°E

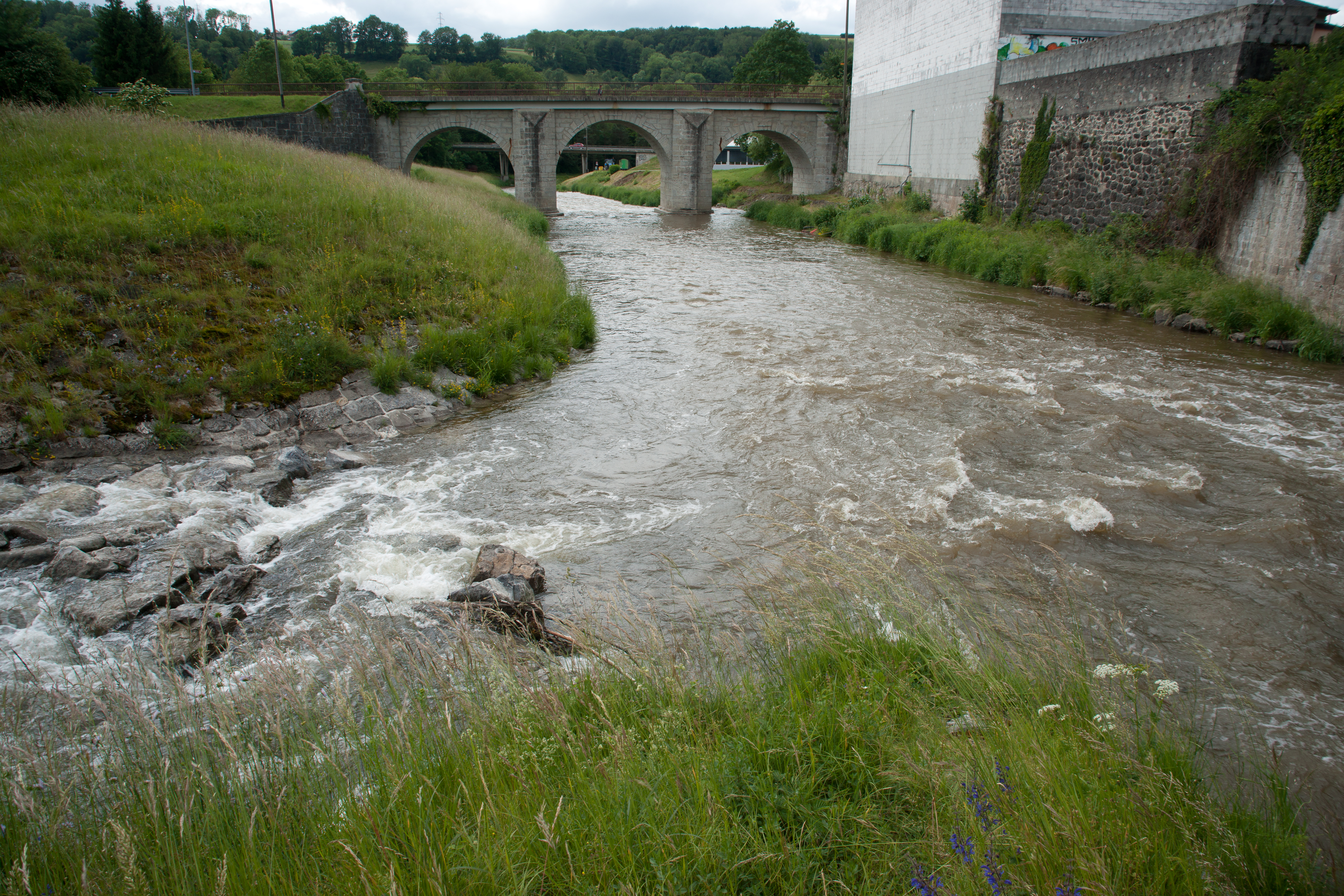

卡魯日河是瑞士的河流，位於該國西部，流經沃州，屬於布羅耶河的左支流，處於瑞士高原地區，河道全長16.3公里，流域面積50.9平方公里。